# Daily Mirror
Il Daily Mirror, noto informalmente come The Mirror, è un quotidiano britannico di tipo tabloid. È l'unico quotidiano nazionale britannico che sostiene dal 1945 il Partito Laburista. Ha un'edizione domenicale chiamata The Sunday Mirror, pubblicata dal 1915.

## Storia
Il quotidiano venne fondato il 2 novembre 1903 da Alfred Harmsworth (poi Lord Northcliffe) come giornale femminile prodotto da donne. Lo scarso successo iniziale indusse il fondatore a trasformare il giornale in periodico illustrato, con la trasformazione del titolo di testa in The Daily Illustrated Mirror ed è stato il primo quotidiano di informazione illustrato. Il nuovo nome fu utilizzato dal 26 gennaio al 27 aprile 1904, quando il giornale tornò alla denominazione originale.
Il quotidiano ha avuto grande parte nella diffusione dei fumetti nel Regno Unito e di questo media nella cultura popolare britannica. Personaggi quali Jane, Beelzebub Jones, Buck Ryan, Andy Capp e Garth si diffusero ed ebbero successo proprio grazie alle pagine centrali del Daily Mirror che, sin negli anni della seconda guerra mondiale, raggiungeva tirature pari a due milioni di copie.